# Straume
Straume is een plaats in de Noorse gemeente Bø, provincie Nordland. Straume telt 289 inwoners (2007) en heeft een oppervlakte van 0,52 km². In de plaats staat het gemeentehuis van Bø.